# Gastroserica angustula
Gastroserica angustula är en skalbaggsart som beskrevs av Brenske 1897. Gastroserica angustula ingår i släktet Gastroserica och familjen Melolonthidae. Inga underarter finns listade i Catalogue of Life.